# Xanthorhoe phariensis
Xanthorhoe phariensis là một loài bướm đêm trong họ Geometridae.